# Australia Cup 2024
Der Australia Cup 2024 war die dritte Austragung des australischen Fußball-Pokalwettbewerbs der Männer unter diesem Namen und die zehnte insgesamt. Die Saison begann am 30. Juli und endete am 29. September 2024 mit dem Finale. Titelverteidiger war der Sydney FC. Insgesamt nahmen 759 Fußballmannschaften an dem Wettbewerb teil. 32 Mannschaften erreichten die erste Hauptrunde, darunter zehn der zwölf Klubs der A-League Men 2023/24 sowie 22 unterklassige Klubs, die sich in den regionalen Qualifikationsrunden durchsetzten.
Sieger wurde zum zweiten Mal nach 2022 der Macarthur FC mit einem 1:0-Finalsieg gegen Melbourne Victory. Torschützenkönig wurde der Australier Nishan Velupillay von Melbourne Victory mit fünf Toren.

## Teilnehmer
In den verschiedenen regionalen Qualifikationsrunden traten mehrere hundert Mannschaften an, um sich für einen von 22 zu vergebenden Hauptrundenplätze zu qualifizieren. Die besten acht Teams der A-League Men 2023/24 waren für die Hauptrunde gesetzt. Zwei weitere Plätze wurden durch Play-off-Spiele zwischen den verbleibenden vier A-League-Mannschaften ermittelt.
Alle neun Regionalverbände des australischen Fußballverbandes trugen Qualifikationsrunden aus. Die Verteilung der Qualifikationsplätze pro Regionalverband blieb im Vergleich zur Vorsaison gleich. Victoria erhielt fünf, New South Wales und Queensland je vier, Northern New South Wales, South Australia und Western Australia je zwei, das Australian Capital Territory, das Northern Territory und Tasmania je einen Platz.
| A-League Men die besten 8 Vereine der Saison 2023/24 | A-League Men die besten 8 Vereine der Saison 2023/24 | A-League Play-off-Sieger |
| Adelaide United Central Coast Mariners Macarthur FC Melbourne City FC | Melbourne Victory Sydney FC (TV) Wellington Phoenix Western Sydney Wanderers | Newcastle United Jets Perth Glory |
| Sieger der Qualifikationsrunden 22 Sieger der 9 Landesverbände der FFA | | |
| - Australian Capital Territory O’Connor Knights (II) - New South Wales APIA Leichhardt FC (II) Blacktown City FC (II) North West Sydney Spirit (II) Rockdale Ilinden (II) - Northern New South Wales Edgeworth FC (II) Lambton Jaffas (II) | - Northern Territory Darwin Hearts (II) - Queensland Brisbane City FC (II) Queensland Lions (II) Moreton City Excelsior (II) Olympic FC (II) - South Australia Campbelltown City SC (II) Modbury Jets (II) | - Tasmania Glenorchy Knights (II) - Victoria Heidelberg United (II) Hume City FC (II) Melbourne Srbija (IV) Oakleigh Cannons FC (II) South Melbourne FC (II) - Western Australia Olympic Kingsway (II) Perth RedStar (II) |

## Erste Hauptrunde
Die Begegnungen der ersten Hauptrunde wurden am 19. Juni 2024 ausgelost. In der Klammer ist die jeweilige Ligaebene angegeben, in der der Verein in der Saison 2023/24 spielte.
| Datum                 |                               | Ergebnis                         |                              |
| --------------------- | ----------------------------- | -------------------------------- | ---------------------------- |
| 30.07.2024, 19:00 Uhr | Moreton City Excelsior (II)   | 5:1 (2:1)                        | Campbelltown City FC (II)    |
| 30.07.2024, 19:00 Uhr | Darwin Hearts (II)            | 0:6 (0:0)                        | Hume City FC (II)            |
| 30.07.2024, 19:30 Uhr | Oakleigh Cannons FC (II)      | 3:1 (2:1)                        | Sydney FC (I)                |
| 30.07.2024, 19:30 Uhr | O’Connor Knights (II)         | 1:2 (0:0)                        | Macarthur FC (I)             |
| 31.07.2024, 18:30 Uhr | Perth RedStar (II)            | 1:4 (1:2)                        | Queensland Lions (II)        |
| 31.07.2024, 19:30 Uhr | Blacktown City FC (II)        | 2:3 n. V. (1:1, 0:1)             | Adelaide United (I)          |
| 31.07.2024, 19:30 Uhr | Brisbane City FC (II)         | 1:2 (0:2)                        | Western Sydney Wanderers (I) |
| 31.07.2024, 19:30 Uhr | Rockdale Ilinden (II)         | 1:2 (1:2)                        | Newcastle United Jets (I)    |
| 03.08.2024, 17:30 Uhr | Perth Glory (I)               | 5:4 n. V. (4:4, 1:1)             | Melbourne City FC (I)        |
| 06.08.2024, 19:30 Uhr | Lambton Jaffas (II)           | 1:4 (1:3)                        | Melbourne Victory (I)        |
| 06.08.2024, 19:30 Uhr | South Melbourne FC (II)       | 1:0 (1:0)                        | Wellington Phoenix (I)       |
| 06.08.2024, 19:30 Uhr | Melbourne Srbija (IV)         | 1:1 n. V. (1:1, 0:1) (4:1 i. E.) | Modbury Jets (II)            |
| 06.08.2024, 20:30 Uhr | Olympic Kingsway (II)         | 4:1 (1:1)                        | Edgeworth FC (II)            |
| 07.08.2024, 19:30 Uhr | Heidelberg United (II)        | 3:1 n. V. (1:1, 1:0)             | Central Coast Mariners (I)   |
| 07.08.2024, 19:30 Uhr | North West Sydney Spirit (II) | 3:0 (2:0)                        | Glenorchy Knights (II)       |
| 07.08.2024, 19:30 Uhr | Olympic FC (II)               | 1:0 n. V.                        | APIA Leichhardt FC (II)      |

## Zweite Hauptrunde
Die Begegnungen der zweiten Hauptrunde wurden am 7. August 2024 ausgelost. In der Klammer ist die jeweilige Ligaebene angegeben, in der der Verein in der Saison 2023/24 spielte.
| Datum                 |                               | Ergebnis                         |                              |
| --------------------- | ----------------------------- | -------------------------------- | ---------------------------- |
| 25.08.2024, 15:00 Uhr | Newcastle United Jets (I)     | 3:4 (2:0)                        | Macarthur FC (I)             |
| 25.08.2024, 17:30 Uhr | South Melbourne FC (II)       | 3:2 n. V. (2:2, 1:2)             | Olympic FC (II)              |
| 27.08.2024, 18:30 Uhr | Olympic Kingsway (II)         | 2:3 (1:1)                        | Adelaide United (I)          |
| 27.08.2024, 19:30 Uhr | Queensland Lions (II)         | 0:4 (0:1)                        | Western Sydney Wanderers (I) |
| 27.08.2024, 19:30 Uhr | Hume City FC (II)             | 1:0 (0:0)                        | Melbourne Srbija (IV)        |
| 28.08.2024, 19:30 Uhr | North West Sydney Spirit (II) | 0:4 (0:2)                        | Melbourne Victory (I)        |
| 28.08.2024, 19:30 Uhr | Moreton City Excelsior (II)   | 3:2 (2:2)                        | Perth Glory (I)              |
| 28.08.2024, 19:30 Uhr | Oakleigh Cannons FC (II)      | 1:1 n. V. (1:1, 0:0) (4:1 i. E.) | Heidelberg United (II)       |

## Viertelfinale
Die Begegnungen des Viertelfinales wurden am 7. August 2024 ausgelost. In der Klammer ist die jeweilige Ligaebene angegeben, in der der Verein in der Saison 2023/24 spielte.
| Datum                 |                             | Ergebnis             |                              |
| --------------------- | --------------------------- | -------------------- | ---------------------------- |
| 11.09.2024, 19:30 Uhr | Hume City FC (II)           | 2:3 n. V. (2:2, 1:0) | South Melbourne FC (II)      |
| 12.09.2024, 19:00 Uhr | Adelaide United (I)         | 2:1 n. V. (1:1, 1:0) | Western Sydney Wanderers (I) |
| 14.09.2024, 15:00 Uhr | Oakleigh Cannons FC (II)    | 0:1 (0:1)            | Macarthur FC (I)             |
| 14.09.2024, 18:00 Uhr | Moreton City Excelsior (II) | 0:4 (0:3)            | Melbourne Victory (I)        |

## Halbfinale
Die Begegnungen des Halbfinales wurden am 7. August 2024 ausgelost. In der Klammer ist die jeweilige Ligaebene angegeben, in der der Verein in der Saison 2023/24 spielte.
| Datum                 |                         | Ergebnis  |                     |
| --------------------- | ----------------------- | --------- | ------------------- |
| 21.09.2024, 19:30 Uhr | Melbourne Victory (I)   | 1:0 (0:0) | Adelaide United (I) |
| 22.09.2024, 18:00 Uhr | South Melbourne FC (II) | 0:1 (0:0) | Macarthur FC (I)    |

## Finale
| Melbourne Victory                                                         | Melbourne Victory | Macarthur FC | Macarthur FC |
| ------------------------------------------------------------------------- | --- | --- | ------------ |
| Melbourne Victory                                                         | \| Finale \| \| 29. September 2024 um 19:10 Uhr (11:10 Uhr MESZ) in Melbourne (AAMI Park) \| \| Ergebnis: 0:1 (0:0) \| \| Zuschauer: 13.289 \| \| Schiedsrichter: Jonathan Barreiro \| \| Spielbericht \|                                                   | \| Finale \| \| 29. September 2024 um 19:10 Uhr (11:10 Uhr MESZ) in Melbourne (AAMI Park) \| \| Ergebnis: 0:1 (0:0) \| \| Zuschauer: 13.289 \| \| Schiedsrichter: Jonathan Barreiro \| \| Spielbericht \|                                         | Macarthur FC |
| Melbourne Victory                                                         | Jack Duncan – Jason Geria, Brendan Hamill, Roderick Miranda, Kasey Bos – Ryan Teague, Zinédine Machach (79. Jordan Hoey), Jordi Valadon – Nishan Velupillay, Nikos Vergos (66. Bruno Fornaroli), Reno Piscopo (66. Jing Reec) Cheftrainer: Patrick Kisnorbo | Filip Kurto – Tomislav Uskok, Matthew Jurman, Ivan Vujica – Kealey Adamson, Luke Brattan, Liam Rose, Walter Scott – Jake Hollman (73. Dean Bosnjak), Jed Drew (80. Ariath Piol), Marin Jakoliš (90.+5' Oliver Jones) Cheftrainer: Mile Sterjovski | Macarthur FC |
| Melbourne Victory                                                         | 0:1 Jakoliš (58.) | | Macarthur FC |
| Melbourne Victory                                                         | Jakoliš (55.), Hollman (65.) | | Macarthur FC |
| Finale                                                                    | | |              |
| 29. September 2024 um 19:10 Uhr (11:10 Uhr MESZ) in Melbourne (AAMI Park) | | |              |
| Ergebnis: 0:1 (0:0)                                                       | | |              |
| Zuschauer: 13.289                                                         | | |              |
| Schiedsrichter: Jonathan Barreiro                                         | | |              |
| Spielbericht                                                              | | |              |

## Torschützenliste
Nachfolgend sind die besten Torschützen der Pokalsaison (ohne Qualifikation) aufgeführt. Bei gleicher Anzahl an Toren sind die Spieler alphabetisch sortiert.
| Rang | Spieler           | Verein                 | Tore |
| ---- | ----------------- | ---------------------- | ---- |
| 1    | Nishan Velupillay | Melbourne Victory      | 5    |
| 2    | Valère Germain    | Macarthur FC           | 4    |
| 3    | Marin Jakoliš     | Macarthur FC           | 3    |
|      | Marquez Walters   | Moreton City Excelsior | 3    |
|      | Nikos Vergos      | Melbourne Victory      | 3    |